# مله‌ولی
مله‌ولی، روستایی از توابع بخش مرکزی شهرستان هرسین در استان کرمانشاه ایران است.

## جمعیت
این روستا در دهستان حومه قرار دارد و براساس سرشماری مرکز آمار ایران در سال ۱۳۸۵، جمعیت آن ۶۹ نفر (۱۴خانوار) بوده‌است.